# Mayreville

Mayreville este o comună în departamentul Aude din sudul Franței. În 1 ianuarie 2022 avea o populație de 86 de locuitori.